# Bohutín (ort i Tjeckien, Mellersta Böhmen)
Bohutín är en ort i Tjeckien.   Den ligger i regionen Mellersta Böhmen, i den centrala delen av landet, 60 km sydväst om huvudstaden Prag. Bohutín ligger 554 meter över havet och antalet invånare är 1 544.
Terrängen runt Bohutín är platt åt sydost, men åt nordväst är den kuperad. Runt Bohutín är det ganska tätbefolkat, med 134 invånare per kvadratkilometer. Närmaste större samhälle är Příbram, 6,1 km nordost om Bohutín. I omgivningarna runt Bohutín växer i huvudsak barrskog.